# Schneider Grunau Baby

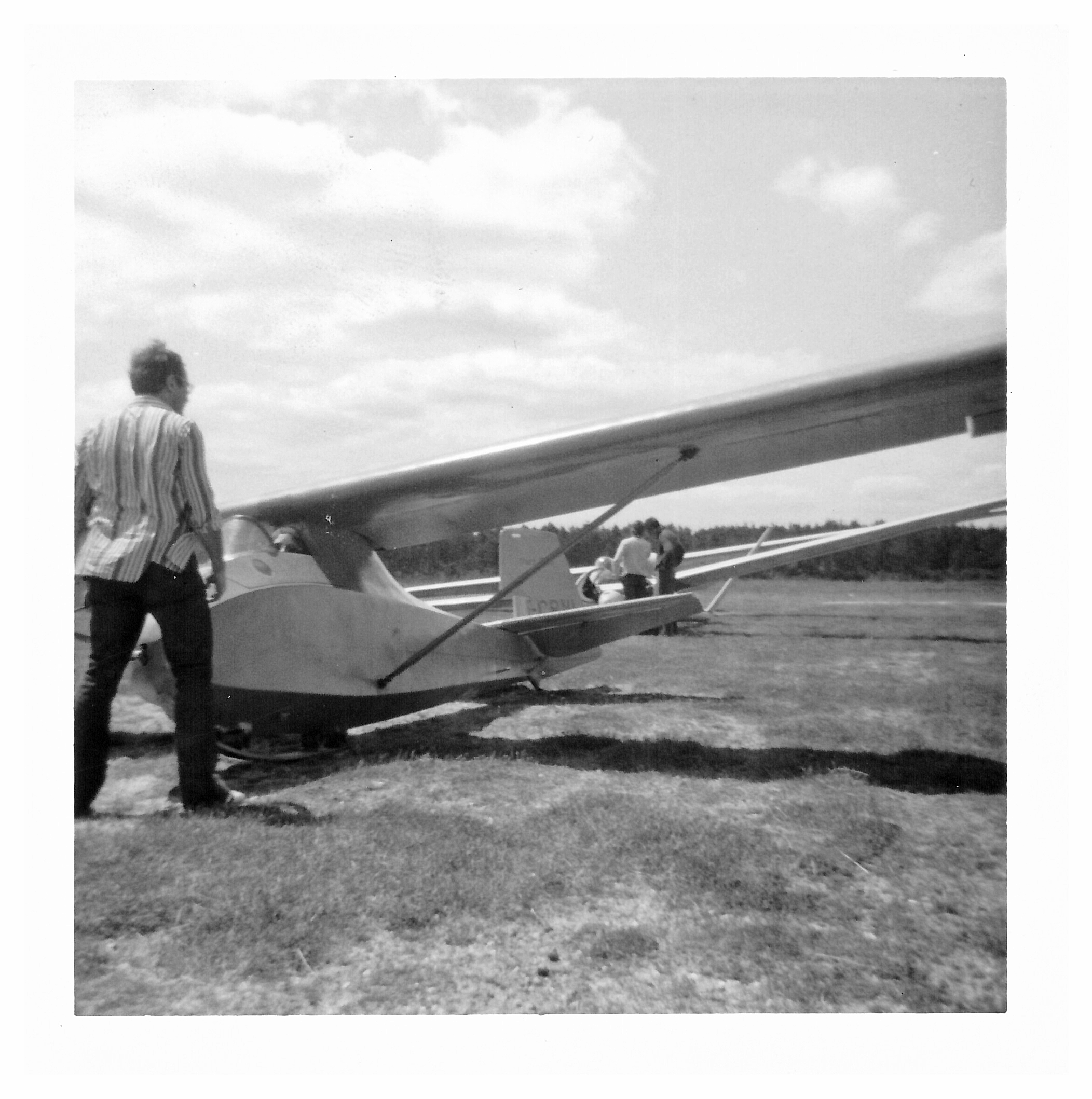
Franse Nord 1300 (1970)

De  Schneider Grunau Baby, ook wel Grunau Baby of kortweg Baby genoemd, is een hoogdekker eenzitter zweefvliegtuig uit 1931 van Duitse makelij. Het zweefvliegtuig is ontworpen en gebouwd door Edmund Schneider. Het succesvolle ontwerp was eenvoudig te bouwen en is in ongeveer 20 landen in licentie geproduceerd.

## Ontwerp en ontwikkeling
De Grunau Baby was ontworpen als een eenzitter zweefvliegtuig voor zowel opleidingsdoeleinden als voor overlandvliegen. De romp en de vleugels van het vliegtuig zijn gemaakt van hout, waarbij de vleugels met doek zijn bespannen. De vleugels worden ondersteund door enkelvoudige vleugelstijlen en zijn uitgerust met duikremkleppen. Het landingsgestel van de eerste toestellen bestond uit een houten schaats onder de rompneus en een staartslof onder de achterkant van de romp. Later zijn er ook toestellen gebouwd met een enkelvoudig ongeremd wiel achter de schaats.
Er zijn sinds 1931 in totaal ongeveer 6000 toestellen gebouwd.

## Varianten
ESG 31
Voorganger van de Baby met grotere eenvoudiger vleugels.
Baby
De originele versie - een ESG31 met een geavanceerdere vleugel ontworpen met hulp van Akaflieg Darmstadt (Academische Zweefvliegclub).
Baby II

Baby IIa

Baby IIb

Baby III

Alcatraz
Dertig vliegtuigen gebouwd in Brazilië door Laminação Nacional de Metais, later genaamd CAP Companhia Aeronáutica Paulista
Nord 1300
Licentie productie in Frankrijk door Nord Aviation
Elliotts Baby EoN
Licentie productie in Engeland door Elliotts of Newbury
Slingsby T5
Licentie productie in Engeland door Slingsby Sailplanes
Baby 3
Naoorlogs herontwerp, met een gesloten cockpit, gemaakt door Edmund Schneider nadat hij was geëmigreerd naar Australië
Baby 4
Verbeterd model voor de productie in Australië
Baby V
Tweezitterversie uitgerust met Baby III vleugels. Met een metalen buizenromp met doekbespanning. Zitplaatsen in tandem configuratie.
AB Flygplan Se-102
Licentie productie in Zweden voor de Royal Swedish Air Force
Hawkridge Grunau Baby
In licentie gebouwde Grunau Baby toestellen
TG-27 Grunau Baby
Grunau Baby vliegtuigen in dienst van de  United States Army Air Forces (USAAF) in 1942
IFIL-Reghin RG-1
Grunau Baby’s in licentie gebouwd in Roemenië
Stiglmeier S.24
Variant van Herman J. Stiglmeier met de vleugeels van een Bowlus BA-100 Baby Albatross
Motor-Baby
Een motorzweefvliegtuig conversie, (D-YBIF), voortgestuwd door een Kroeber M4 tweetaktmotor met een duwpropeller. Om plaats te maken voor de propeller werd de bovenkant van de romp achter het midden weggelaten.

## Specificaties Baby IIb

### Algemene eigenschappen
- Bijnaam: Grunau Baby
- Bemanning: 1
- Spanwijdte: 13,57 m
- Lengte: 6,09 m
- Vleugel oppervlak: 14,20 m²
- Aspect ratio: 13:1
- Profiel: Goettingen 535
- Leeg gewicht: 170 kg
- Maximaal gewicht: 250 kg

### Prestaties
- Maximale snelheid: 150 km/h
- Snelheid tijdens lierstart: 80 km/u
- Snelheid achter sleepvliegtuig: 90 km/u
- Maximale glijhoek: 17:1 bij 60 km/h
- Minimale daalsnelheid: 0,85 m/s bij 55 km/h
- Vleugelbelasting: 17,68  kg/m²